# Bati (langue)
Pour les articles homonymes, voir Bati.
Le bati (ou bati ba ngong, bati de brousse) est une langue bantoue parlée au Cameroun, dans quatre villages (Kelleng, Mbougué, Nyambat) dans l'arrondissement de Nyanon, le département de la Sanaga-Maritime (région du Littoral), également dans le département du Mbam-et-Inoubou (région du Centre). 
En 1975 on dénombrait 800 locuteurs.